# Аль-Хилали, Абдуллах
Абдулла аль-Хилали (араб. محمد عبد الله الهلالي‎; род. 1 января 1970, Нахль) — оманский футбольный арбитр. Живёт в городе Нахль, по профессии военнослужащий.
Судит международные матчи с 2002 года, в том числе судил матчи Лиги чемпионов Азии, отборочного турнира чемпионата мира, Кубка Азии. Включён в число судей, обслуживающих футбольные матчи на летних Олимпийских играх 2008 в Пекине.
Аль-Хилали стал первым в истории футбольным судьёй из Омана в истории Олимпиад и одним из трёх азиатских судей, отобранных для работы на Олимпиаде-2008 по результатам тестов в Тегеране летом 2008 года.